# آن سبنسر
آن سبنسر (بالإنجليزية: Anne Spencer) هي أمينة مكتبة وكاتِبة وشاعرة أمريكية، ولدت في 6 فبراير 1882 في مقاطعة هنري في الولايات المتحدة، وتوفيت في 27 يوليو 1975 في لينشبرغ في الولايات المتحدة.